# Ambroise (seigneur de Monaco)
Pour les articles homonymes, voir Ambroise.
Ambroise de Monaco, co-seigneur de Monaco, succède à la quatrième occupation génoise en 1419.

## Biographie
Il est l'un des trois fils de Rainier II de Monaco et d'Isabella Asinari.

## Armoiries
| Blason | Blasonnement : Fuselé d'argent et de gueules. |